# Dexia
Dexia este o instituție financiară francezo-belgiană cu active totale de peste 600 miliarde €, lider mondial în finanțarea sectorului public.
Dexia a luat ființă în 1996 prin alianța dintre 2 mari jucători europeni din domeniul finanțării sectorului pubic Crédit Communal de Belgique și Crédit Local de France.
Dexia este unul din primele 20 grupuri financiare europene. Strategia sa vizează 2 segmente: retail în Europa (Belgia, Luxemburg, Slovacia, Turcia) și sector public la nivel mondial.